# Hiroto Tanaka
Hiroto Tanaka (født 26. april 1990) er en japansk fodboldspiller, som spiller for den japanske fodboldklub Ehime FC.